# Млинологія
Млинологія (лат. molīnologia, походить від molīna — «млин» та грец. λόγος — «слово, вчення»; англ. molinology) — наукова дисципліна покликана вивчати млини та інші механічні пристрої та споруди, що використовують кінетичну енергію води і вітру для приведення в дію зернопереробного, лісопильного, валяльного, насосного, меліоративного, ковальського, сукновального або іншого обладнання (відомо понад сто функцій). Млинологія має свій науковий апарат, термінологію, наукові видання («The international molinologi», «Le Monde des Moulins» та ін.). Ця галузь об'єднує різних за фахом дослідників, як-от краєзнавців, істориків, архітекторів, музейників, етнографів, фольклористів, археологів, мистецтвознавців — та в першу чергу просто людей, небайдужих до такої складової культурної спадщини, як млини і млинарство. Назва цієї дисципліни походить від українського слова «млин». Млинологія ставить за мету дослідження традиційних млинарських механізмів, що є важливою частиною світової історії й цивілізації, які були приречені на занепад через сучасні технічні та економічні тенденції.
У світі існує чимало національних та регіональних млинарських асоціацій, а вже понад 50 років активно діє Міжнародне млинологічне товариство (The International Molinological Society, TIMS), що включає понад 500 членів у більш як 30 країнах на п'яти континентах, видає два наукові періодичні видання і проводить щочотирирічні міжнародні симпозіуми, один з яких пройшов у кінці серпня 2019 року у Берліні. Україна була представлена на ньому заочно — виданим за підтримки УКФ випуском «Українського млинологічного журналу», всі статті та ілюстрації якого анотовано англійською мовою з розрахунку на широку міжнародну аудиторію.

## Історія
Традиційні млини відігравали важливе економічне значення протягом багатьох століть у країнах Європи й, зокрема, в Україні, яка здавна славилася своїми землеробськими та млинарськими традиціями. Проте поступово більш сучасна техніка витіснила їх із ужитку за винятком деяких ізольованих місць. Досить швидке зникнення традиційних млинів в різних країнах світу викликало спроби врятувати і зберегти ті млини, що уціліли.

## Млинологія в Україні
Актуальність дослідження різних млинів полягає в тому, що в Україні останніми роками також спостерігається зростання пізнавального інтересу з боку фахівців різних спеціальностей (істориків, етнографів, археологів, економістів, екологів, архітекторів, музейних працівників) до традиційного млинарства.
Дослідження традиційних народних млинів (ручних жорен і ступ, кінних топчаків, водяних і вітряних млинів) — нова для України галузь в історичній науці. Вітчизняне млинарство не було ще окремим напрямком наукових досліджень, хоча багато фахівців у різний час тією чи іншою мірою торкалися у своїх розвідках цієї теми. Окрім кількох розвідок, вітчизняними історіографами не підготовлено ґрунтовних млинологічних студій.
В Україні існує Українська млинологічна асоціація (УМА), яка займається млинологією. УМА входить до Міжнародного млинологічного товариства (ММТ).

## Діючі млини в Україні

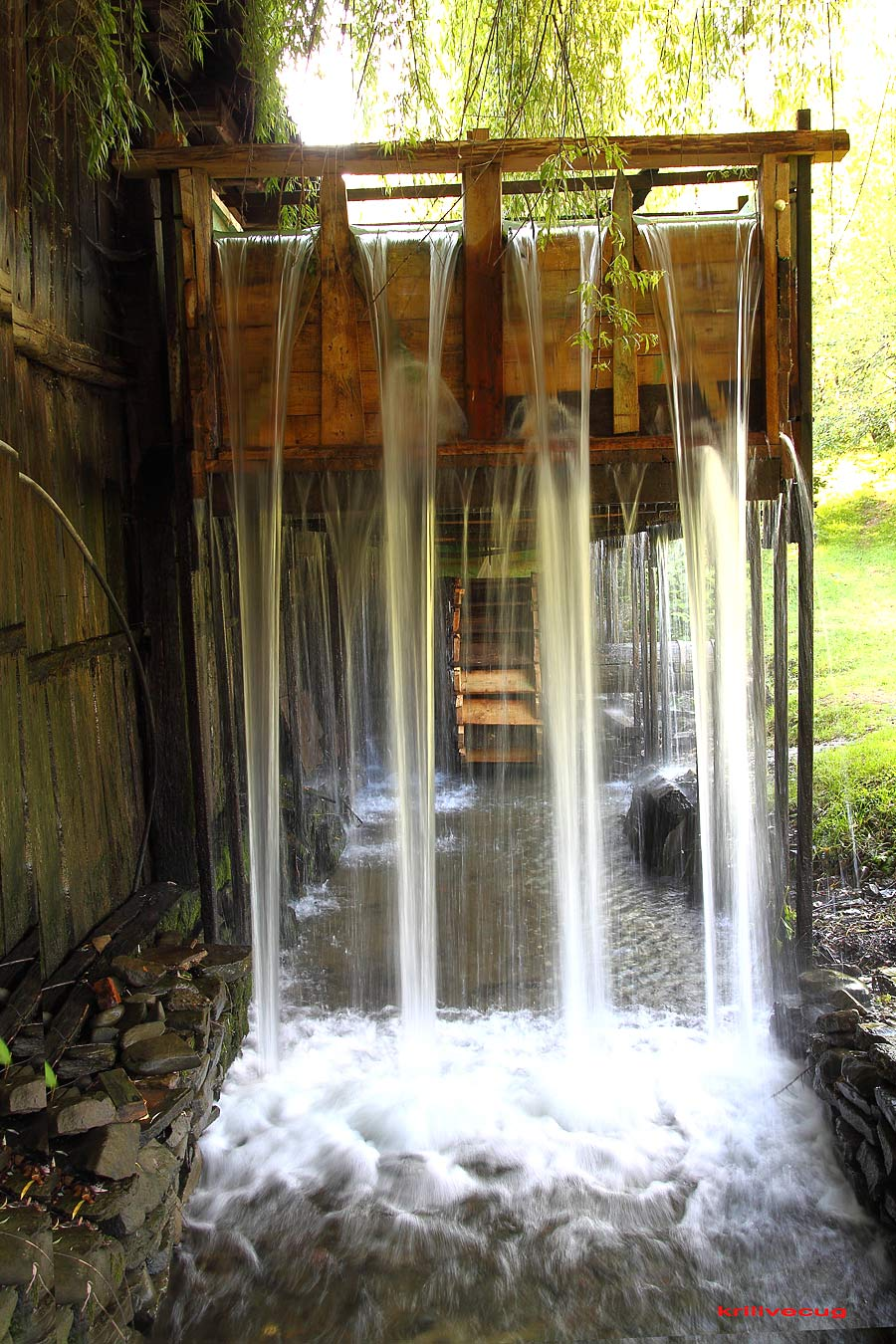
Водяний жолоб кузні Гамора

- У Карпатах, а саме в Закарпатській області в селі Лисичово є діюча кузня «Гамора» з водяним колесом-млином. Цей водяний млин і досі діючий, і використовується як кузня ось вже більше 250 років. Водяне колесо за один оберт рухає 150 кілограмовий молот та вдаряє 18 разів. Раніше на кузні працювало 15 ковалів, працюючи у 3 зміни. Біля кузні кожен рік проходить вестиваль ковалів «Гамора-фест».